# Ulrike Folkerts

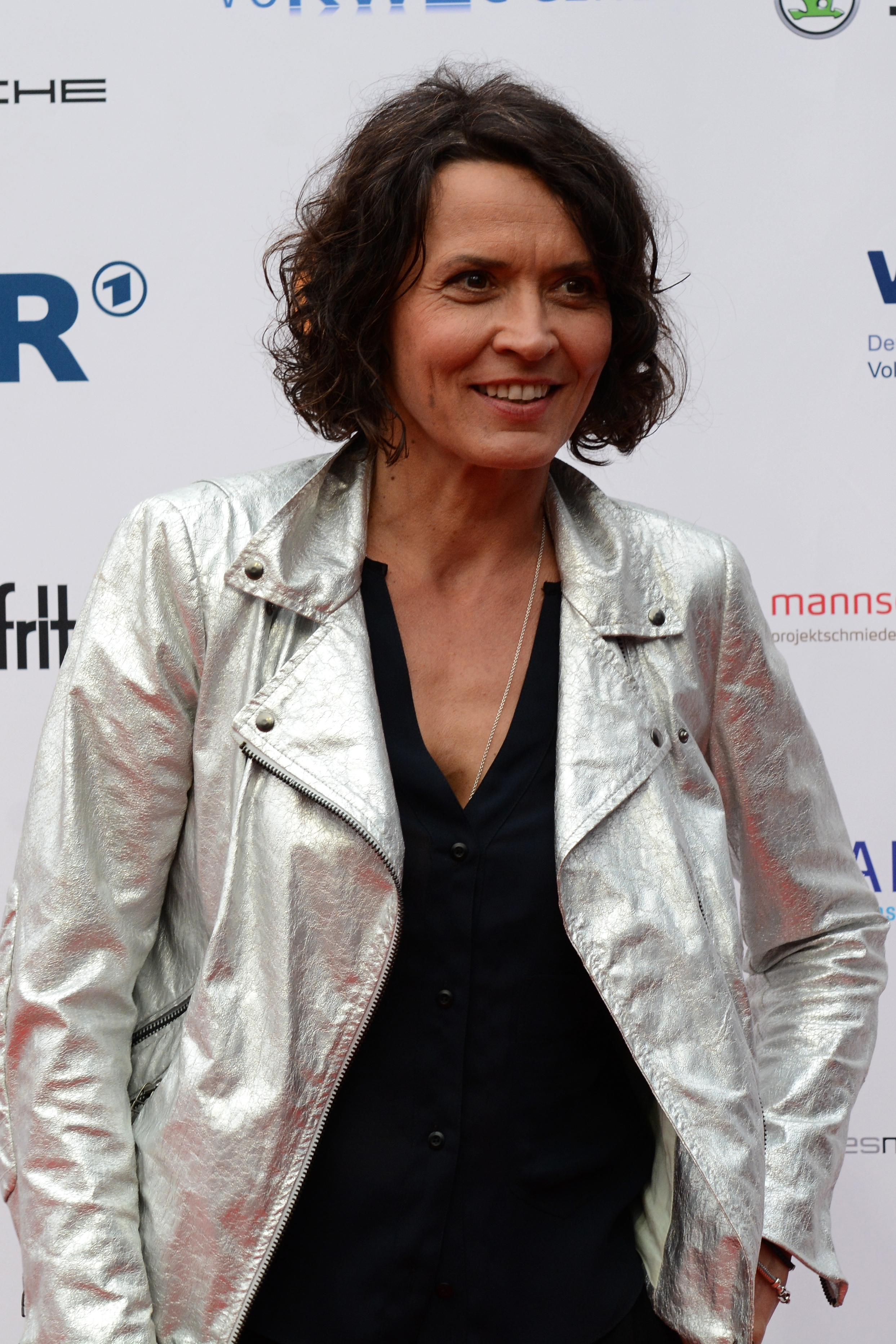
Ulrike Folkerts (2014)

Ulrike Folkerts (Kassel, 14 mei 1961) is een Duitse actrice. Zij is vooral bekend van de Duitse politieserie Tatort.

## Carrière
Na haar opleiding tot actrice aan de hogeschool voor muziek en theater te Hannover kreeg Folkerts in 1987 een vaste aanstelling bij het staatstheater in Oldenburg. In 2005 en 2006 speelde ze bij de Salzburger Festspiele als eerste vrouw de rol van 'de dood' in het stuk Jedermann van Hugo von Hofmannsthal.
Haar filmdebuut was eveneens in 1987 in Das Mädchen mit den Feuerzeugen (Het meisje met de aanstekers). Landelijke bekendheid verkreeg Ulrike Folkerts toen ze in 1989 de rol van hoofdcommissaris Lena Odenthal in de populaire Duitse politieserie Tatort op zich nam. Ze is commissaris in het district Ludwigshafen. Sinds 1996 vormt ze samen met Mario Kopper (acteur Andreas Hoppe) een team bij de afdeling moordzaken. Folkerts spreekt ook luisterboeken in.

## Privé
Folkerts heeft een relatie met de kunstenares Katharina Schnitzler en engageert zich voor de emancipatie van lesbiennes. Samen met haar partner publiceerde Folkerts in oktober 2008 het boek Glück gefunden (geluk gevonden). Gevraagd naar hoe ze herinnerd wil worden, zei Folkerts in een enquête: als “een actrice die ons in haar rollen nieuwe vrouwentypen heeft meegegeven en die als openlijke lesbienne vele vrouwen de moed heeft gegeven om ja te zeggen tegen hun homoseksualiteit, het te leven…”
Ze is een actief sporter en naam deel aan de Gay Games van New York (1994) en Sydney (2002). Ook nam ze deel aan de EuroGames in Berlijn (1996) en München (2004). In Sydney haalde ze met het estafetteteam een zilveren en een bronzen medaille. In München haalde ze individueel brons. Ze was een van de ambassadeurs voor de gay games in Keulen (2010).
Ulrike Folkerts zet zich in voor verschillende goede doelen. Zo was ze in 2005 te zien in een postercampagne voor de integratie van mensen met het syndroom van Down. Ze is gefotografeerd met een meisje dat ze al sinds haar geboorte kent. Verder is ze ambassadeur van de vereniging Burundikids en heeft ze meegewerkt aan de actie 'Deine stimme gegen Armut' (Jouw stem tégen armoede); een actie voor de wereldwijde bestrijding van armoede. Samen met 12 andere Tatort-collega’s speelde ze hiervoor in een tv-spot die aan de vooravond van de VN-millenniumtop in 2010 op tv te zien was.

## Prijzen

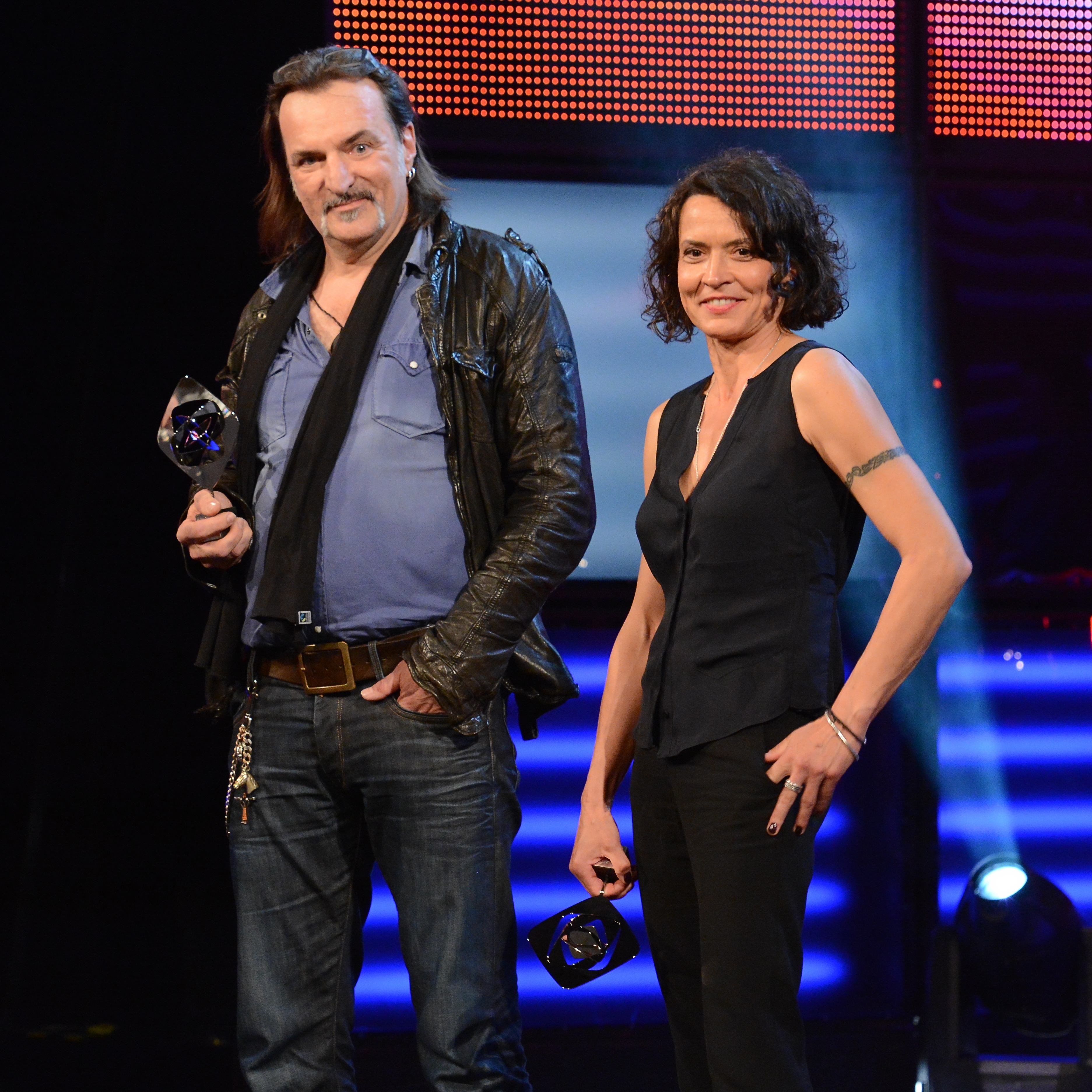
Grimmepreis 2014 met Andreas Hoppe

- 2002 – publieks-Bambi (soort Duits "Gouden Kalf") voor de rol van Lena Odenthal
- 2007 – Verdienstkreuz am Bande
- 2007 – Courage-Preis (onderscheiding van de stad Bad Iburg voor haar inzet voor o.a. de Burundikids)
- 2010 – GdP-Stern van de Duitse politievakbond voor haar vertolking van Tatort-commissaris Lena Odenthal

## Filmografie

### Korte films
- 1992: Klinik des Grauens
- 1995: Bismarckpolka
- 2009: Sores & Sîrîn
- 2015: Rose

### Bioscoopfilms
- 1987: Das Mädchen mit den Feuerzeugen
- 1995: Nur über meine Leiche
- 1995: Der Leimann
- 2003: Mutti – Der Film
- 2013: Global Player
- 2013: Spieltrieb

### Televisie (selectie)
- 1989: Das Prachtexemplar
- 1991: Unter Kollegen
- 1994: Wolffs Revier (televisieserie, aflevering 4x10)
- 1994: Der Gletscherclan (televisieserie, 13 afleveringen)
- 1995: Wir sind auch nur ein Volk - Der zweite Sekretär (televisieserie)
- 1995: Glück auf Kredit
- 1996: Die Kommissarin (televisieserie, aflevering 2x09)
- 1996: Corinna Pabst – Fünf Kinder brauchen eine Mutter
- 1997: Wildbach (televisieserie, aflevering 4x13)
- 1997: Der Kapitän (televisieserie, aflevering 1x01)
- 1997: Doppelter Einsatz (televisieserie, aflevering 4x02)
- 1998: Die Verbrechen des Professor Capellari – Still ruht der See
- 1998: Aus heiterem Himmel (televisieserie, aflevering 4x09)
- 1999: Lukas (televisieserie, aflevering 4x12)
- 1999: Männer und andere Katastrophen
- 1999: Stahlnetz – Der Spanner (televisieserie)
- 2000: Klinikum Berlin Mitte (televisieserie, aflevering 1x03)
- 2001: Drehkreuz Airport (televisieserie, 9 afleveringen)
- 2003: Polizeiruf 110: Die Schlacht (televisieserie)
- 2005: Die Leibwächterin
- 2007: Ich bin eine Insel
- 2008: Türkisch für Anfänger (televisieserie, aflevering 3x03)
- 2009: Die Rebellin (Dreiteiler)
- 2009: Willkommen zu Hause
- 2009: Liebe in anderen Umständen
- 2011: Restrisiko
- 2011: Stadtgeflüster – Sex nach Fünf
- 2014: Ein Sommer in Amsterdam (televisieserie)
- 2014: Mordkommission Istanbul – Das Ende des Alp Atakan (televisieserie)
- 2015: Das goldene Ufer
- 2019: Rosamunde Pilcher: Schwiegertöchter (televisieserie)
- 2019: How to Sell Drugs Online (Fast)
- 2020: Katie Fforde: Ein Haus am Meer (televisieserie)
- 2020: Ausgebremst (miniserie)
- 2022: Lena Lorenz – Baby auf Probe (televisieserie)

## Theater
- 2017: Für immer schön – Nationaltheater Mannheim (Schauspielhaus)

## Lezing
- 2016–2019: Günter Grass: Die Blechtrommel – met Clemens von Ramin (lezing) en Stefan Weinzierl (drums)

## Weblinks
- homepage Tatort
- Impresario van Ulrike Folkerts
- Duitse fanpagina

- Gemeinsame Normdatei: 122133110
- International Standard Name Identifier: 0000 0000 7864 7980
- Library of Congress Control Number: no2007066480
- MusicBrainz: 7daa0ab3-791f-45e7-bbaa-86591823bceb
- Nationale Bibliotheek van Tsjechië: pna2007403702
- Virtual International Authority File: 23015649
- WorldCat: E39PBJpDJ876cwgxyvPJr8CxXd